# رك ستراس
رك ستراس (بالسلوفينية: Rok Štraus)‏ (3 مارس 1987 في ماريبور في سلوفينيا – )؛ هو لاعب كرة قدم كان يلعب كلاعب وسط.

## وصلات خارجية
- رك ستراس على موقع رابطة كرة القدم اليابانية للمحترفين (اليابانية)
- رك ستراس على موقع قاعدة بيانات كرة القدم.إي يو (الإنجليزية)
- رك ستراس على موقع Soccerway.com (الإنجليزية)
- رك ستراس على موقع عالم كرة القدم.نت (الإنجليزية)